# Valerio Leccardi
Valerio Leccardi (* 28. Mai 1984 in Davos) ist ein ehemaliger Schweizer Skilangläufer.

## Karriere
Leccardi, der für die Gardes Frontières startete, nahm von 2000 bis 2019 an Wettbewerben der Fédération Internationale de Ski teil. Bei den Juniorenweltmeisterschaften 2002 wurde er 64. im Sprint und 65. über 10 Kilometer in der freien Technik. Im Folgejahr verbesserte er sich bei den Juniorenweltmeisterschaften im schwedischen Sollefteå im Sprint auf den 22. und über die 10 Kilometer, die diesmal in der klassischen Technik ausgetragen wurden, auf den 40. Platz. Bei seinen letzten Junioren-Weltmeisterschaften 2004 im norwegischen Stryn erreichte er mit Platz zwölf über 30 Kilometer in der klassischen Technik sein bestes Einzelergebnis bei Junioren-Weltmeisterschaften. Nachdem er über 10 Kilometer in der freien Technik und im Sprint jeweils 28. geworden war, wurde er auch in der Schweizer 4-mal-10-Kilometer-Staffel eingesetzt, mit der er Achter wurde. Sein erstes Weltcuprennen lief er im Oktober 2006 in Düsseldorf, welches er auf den 63. Platz im Sprint beendete. Im Februar 2008 holte er in Otepää mit dem 21. Platz im Sprint seine ersten Weltcuppunkte. Bei den nordischen Skiweltmeisterschaften 2009 in Liberec belegte er den 31. Platz im Sprint und den 16. Rang zusammen mit Christoph Eigenmann im Teamsprint. Im Februar 2010 erreichte er in Canmore mit dem 15. Platz im Sprint sein bestes Einzelresultat im Weltcup. Im selben Monat kam er bei den Olympischen Winterspielen 2010 in Vancouver auf den 38. Platz im Sprint. Bei den nordischen Skiweltmeisterschaften 2013 im Val di Fiemme errang er den 37. Platz im Sprint. Seit 2009 nahm er ebenfalls an Wettbewerben des Australia/New-Zealand-Cups teil. Dabei belegte er 2014 den ersten Platz in der Gesamtwertung. 2010, 2014, 2015, 2018 und 2019 siegte er beim Kangaroo Hoppet, dessen Rekordsieger er damit ist. Ebenfalls gewann er 2014 und 2015 den Gommerlauf über 42 km.
Leccardi trat bei 40 Weltcupeinzelrennen an und kam dabei im Sprint elfmal in die Punkteränge. Bei Schweizer Meisterschaften gewann er 19 Medaillen. Fünfmal wurde er dabei Schweizer Meister mit der Gardes-Frontières-Staffel.

## Erfolge

### Siege bei Continental-Cup-Rennen
| Nr. | Datum           | Ort             | Disziplin       | Serie                     |
| --- | --------------- | --------------- | --------------- | ------------------------- |
| 1.  | 8. August 2009  | Falls Creek     | Sprint Freistil | Australia/New Zealand Cup |
| 2.  | 3. August 2014  | Perisher Valley | 10 km Freistil  | Australia/New Zealand Cup |
| 3.  | 17. August 2014 | Falls Creek     | 15 km klassisch | Australia/New Zealand Cup |

### Siege bei Skimarathon-Rennen
- 2010 Kangaroo Hoppet, 42 km Freistil
- 2014 Kangaroo Hoppet, 42 km Freistil
- 2014 Gommerlauf, 42 km Freistil
- 2015 Kangaroo Hoppet, 34 km Freistil
- 2015 Gommerlauf, 42 km Freistil
- 2018 Kangaroo Hoppet, 42 km Freistil
- 2019 Kangaroo Hoppet, 42 km Freistil

## Teilnahmen an Olympischen Winterspielen und Weltmeisterschaften

### Olympische Spiele
- 2010 Vancouver: 38. Platz Sprint klassisch

### Nordische Skiweltmeisterschaften
- 2009 Liberec: 16. Platz Teamsprint klassisch, 31. Platz Sprint Freistil
- 2013 Val di Fiemme: 37. Platz Sprint klassisch

## Platzierungen im Weltcup

### Weltcup-Statistik
Die Tabelle zeigt die erreichten Platzierungen im Einzelnen.
- 1.–3. Platz: Anzahl der Podiumsplatzierungen
- Top 10: Anzahl der Platzierungen unter den ersten zehn
- Punkteränge: Anzahl der Platzierungen innerhalb der Punkteränge
- Starts: Anzahl gelaufener Rennen in der jeweiligen Disziplin
- Hinweis: Bei den Distanzrennen erfolgt die Einordnung gemäss FIS.

| Platzierung         | Distanzrennen a | Distanzrennen a | Distanzrennen a | Distanzrennen a | Distanzrennen a | Skiathlon Verfolgung | Sprint | Etappen- rennen b | Gesamt | Team c | Team c  |
| Platzierung         | ≤ 5 km          | ≤ 10 km         | ≤ 15 km         | ≤ 30 km         | > 30 km         | Skiathlon Verfolgung | Sprint | Etappen- rennen b | Gesamt | Sprint | Staffel |
| ------------------- | --------------- | --------------- | --------------- | --------------- | --------------- | -------------------- | ------ | ----------------- | ------ | ------ | ------- |
| 1. Platz            |                 |                 |                 |                 |                 |                      |        |                   |        |        |         |
| 2. Platz            |                 |                 |                 |                 |                 |                      |        |                   |        |        |         |
| 3. Platz            |                 |                 |                 |                 |                 |                      |        |                   |        |        |         |
| Top 10              |                 |                 |                 |                 |                 |                      |        |                   |        |        |         |
| Punkteränge         |                 |                 |                 |                 |                 |                      | 11     |                   | 11     | 4      |         |
| Starts              |                 |                 | 5               |                 | 1               |                      | 34     |                   | 40     | 4      |         |
| Stand: Karriereende |                 |                 |                 |                 |                 |                      |        |                   |        |        |         |

### Weltcup-Gesamtplatzierungen
| Saison  | Gesamt | Gesamt | Sprint | Sprint |
| Saison  | Punkte | Platz  | Punkte | Platz  |
| ------- | ------ | ------ | ------ | ------ |
| 2007/08 | 12     | 130.   | 12     | 90.    |
| 2008/09 | 21     | 118.   | 21     | 67.    |
| 2009/10 | 47     | 101.   | 47     | 48.    |
| 2010/11 | 1      | 174.   | 1      | 113.   |
| 2011/12 | -      | -      | -      | -      |
| 2012/13 | 15     | 132.   | 15     | 77.    |